# Майкл Дукакіс
Майкл Стенлі Дукакіс (англ. Michael Stanley Dukakis, грец. Μάικλ Δουκάκης; нар. 3 листопада 1933, Бруклайн, Массачусетс) — американський політик (Демократична партія США), губернатор штату Массачусетс (1975–1979 і 1983–1991; найтриваліше губернаторство в історії штату), кандидат у президенти США від демократів (1988).

## Біографія
Народився в грецькій родині, його батько Панос (1896–1979) — з Малої Азії, що переїхав в США після Малоазіатської катастрофи, працював лікарем-перинатології, мати, Евтерпа Букіс (1903–2003), родом з міста Лариса. Двоюрідний брат актриси Олімпії.
Майкл Дукакіс служив в армії, закінчив Гарвардський університет (1960), обирався від Массачусетсу до Палати представників (1962–1970) і був обраний губернатором цього штату в 1974, перемігши чинного губернатора-республіканця Сарджента. У 1977 році брав участь в реабілітації Сакко і Ванцетті. У 1978 році під час Великої сніжної бурі в США єдиний з усього уряду Массачусетсу вийшов на роботу. На наступний термін не балотувався (1978), а проте в 1982 році після перерви був виставлений знову і переміг Едварда Джозефа Кінга, а потім в 1986 році переобраний на третій термін. Мав репутацію «технократа», в 1986 році названо найефективнішим губернатором США. Вніс внесок у розвиток системи транспорту в Бостоні. Кожен день їздив на роботу на метро. Завдяки економічним успіхам під час його другого губернаторства поширення набуло кліше «Массачусетське економічне диво».
На виборах 1988 висунутий демократами в Президенти США проти республіканця Джорджа Буша-старшого (що діяв віце-президента за Рональда Рейгана). Кандидатом у віце-президенти від демократів був сенатор Ллойд Бентсен. Виборча кампанія складалася для Дукакіса невдало (відсутність ораторських талантів, природна стриманість, грип під час вирішальних дебатів). Дукакіс, послідовно виступав проти смертної кари, під час дебатів на пряме запитання ведучої: «вимагали б Ви смертної кари, якби Вашу дружину зґвалтували і вбили?» — Несподівано спокійно і сухо відповів: «Ні, я ж виступав проти смертної кари все життя».
Фатальною помилкою стало рішення Дукакіса (виступав за скорочення програми «Зоряних воєн») знятися на передвиборному плакаті в шоломі на броні танка M1 Abrams, прийнявши (з точки зору опонентів і багатьох спостерігачів) карикатурно «войовничу» позу. Зразком для штабу Дукакіса послужив аналогічний плакат Маргарет Тетчер. Цей кадр охоче використовувався у передвиборній кампанії Буша як антиреклама. Вираз «Дукакіс на танку» став прозивним для рекламної акції, результат якої виявляється прямо протилежним бажаному. З іншого боку, в кампанії Буша використовувалися помилкові звинувачення — так, республіканці вимагали оприлюднити медичне досьє Дукакіса і натякали на нібито наявне у нього психічне захворювання, що не відповідало дійсності. На цих виборах Буш здобув переконливу перемогу: Дукакіс отримав голоси вибірників тільки в 10 штатах і окрузі Колумбія. Незважаючи на поразку, демократам вдалося «відвоювати» у республіканців в порівнянні з попередніми виборами, крім Массачусетса, де кандидат народився і був губернатором, також Род-Айленд і Гаваї; відтоді ці три штати завжди голосували за них.
Незабаром після поразки Дукакіса на президентських виборах луснуло і його «Массачусетське диво»: до кінця його останнього терміну (1991) дефіцит бюджету штату склав півтора мільярда доларів.
Дукакіс був єдиним православним кандидатом у президенти США. Він також був другим губернатором американського штату грецького походження після Спіро Агню (віце-президента США в 1969–1973 рр..).